# Eobracon cladurus
Eobracon cladurus är en stekelart som beskrevs av Cockerell 1921. Eobracon cladurus ingår i släktet Eobracon och familjen bracksteklar. Inga underarter finns listade i Catalogue of Life.